# Cordyla
Cordyla es un género de plantas con flores  perteneciente a la familia Fabaceae. Comprende 8 especies descritas y de estas, solo 7 aceptadas.

## Taxonomía
El género fue descrito por João de Loureiro y publicado en Flora Cochinchinensis 402, 411. 1790.

## Especies aceptadas
A continuación se brinda un listado de las especies del género Cordyla aceptadas hasta julio de 2014, ordenadas alfabéticamente. Para cada una se indica el nombre binomial seguido del autor, abreviado según las convenciones y usos.	
- Cordyla africana Lour.
- Cordyla densiflora Milne-Redh.
- Cordyla haraka Capuron
- Cordyla madagascariensis R.Vig.
- Cordyla pinnata (A.Rich.) Milne-Redh.
- Cordyla richardii Milne-Redh.
- Cordyla somalensis J.B.Gillett